# Arundineae
Tribu
Les Arundineae sont une tribu de plantes monocotylédones de la famille des Poaceae, sous-famille des Arundinoideae, dont le genre-type est Arundo.
Ne pas confondre avec les tribus des Arundinarieae (sous-famille des Bambusoideae) et des Arundinelleae (sous-famille des Panicoideae).

## Taxinomie

### Liste des genres
Selon R. Soreng et al. (2015) :
- Amphipogon (syn. – Diplopogon),
- Arundo,
- Monachather.

### Synonymes
Selon Tropicos (26 août 2016) et R. Soreng et al :
- Amphipogoneae L. Watson & T.D. Macfarl. [2002] ;
- Arundininae Miq. [1857] (sous-tribu).